# Bentham Science Publishers
Bentham Science Publishers est une maison d'édition anglophone créée en 1993. Spécialisée dans le domaine pharmaceutique, biomédical et médical, elle publie 89 journaux en version papier et/ou électronique.

## Juridiction
La maison d'édition est basée à Charjah aux Émirats arabes unis et dépend exclusivement des lois de ce pays et du tribunal compétent de la ville de Dubaï.

## Bentham Open
Bentham Science s'implique dans le mouvement de libre accès et met gratuitement à disposition sur Internet plus de 200 journaux électroniques sous la marque Bentham Open. Ces articles sont publiés à compte d'auteur entre 600 et 900 dollars américain en 2006 et validés par un comité de lecture. À son lancement, Bentham Open a utilisé largement de la pratique du spam, tant pour trouver des auteurs que des relecteurs.
Ce site web déclare recevoir 200 000 visiteurs uniques par mois en 2007 ayant consulté 600 000 pages.

## Remise en cause du sérieux de l'éditeur
En juin 2009, le chercheur américain Philip Davis, exaspéré par les courriels non sollicités de la part de la maison d'édition, a soumis le Journal The Open Information Science Journal, publié par Bentham, à un test destiné à évaluer le sérieux de l'éditeur. Il a généré automatiquement, à l'aide du programme informatique SCIgen, un faux article scientifique, fait de phrases à la grammaire correcte mais n'ayant aucun sens. Le comité de lecture du journal ne s'est pas aperçu de la supercherie, et a accepté l'article à la publication,. Bentham Science Publishers envoie de nombreux messages de spam à des scientifiques pour rédiger des articles dans leurs journaux qui peuvent être considérées comme des revues prédatrices.
Ces demandes sont spammées en de nombreux exemplaires aux scientifiques de façon totalement aléatoire. Un biologiste du cancer pourrait obtenir une requête d'écriture sur le diabète, un expert en biologie vasculaire pourrait obtenir une demande d'écrire sur la catalyse.[réf. souhaitée] Quand les gens demandent à être retiré de leurs listes de mails, ils prétendent le faire. En réalité, le flot de mails ne s'arrête jamais.